# Neuwerk (Hamburg)
Neuwerk, Hamburg-Neuwerk – dzielnica Hamburga, zwana również eksklawą, w Niemczech, w okręgu administracyjnym Hamburg-Mitte. Ostatecznie weszła w granice miasta w 1969 roku, należała jednak do Hamburga już w średniowieczu. 
W skład dzielnicy wchodzą trzy wyspy, w tym jedna zamieszkana Neuwerk oraz dwie niezamieszkane Nigehörn oraz Scharhörn. Do obszaru dzielnicy zalicza się również mielizny Parku Narodowego Hamburskiego Morza Wattowego (Nationalpark Hamburgisches Wattenmeer).
Najbliższe miasto na lądzie to Cuxhaven w Dolnej Saksonii, które leży ok. 15 km na południe od dzielnicy. Do centrum Hamburga jest ok. 100 km wzdłuż Łaby.